# Rümmingen
Rümmingen (alem. Rümmige) – miejscowość i gmina w Niemczech, w kraju związkowym Badenia-Wirtembergia, w rejencji Fryburg, w regionie Hochrhein-Bodensee, w powiecie Lörrach, wchodzi w skład związku gmin Vorderes Kandertal. Leży ok. 7 km od granicy z Francją oraz ze Szwajcarią, na północ od Lörrach.